# Flughafen Quang Ninh

i7
i11
i13
Der Flughafen Quảng Ninh (vietnamesisch Sân bay quốc tế Quảng Ninh, IATA-Code: VDO, ICAO-Code: VVVD) ist ein Flughafen der vietnamesischen Provinz Quảng Ninh, die in der Region Nordosten am Golf von Tonkin liegt. Er liegt bei der Gemeinde Đoàn Kết auf der Insel Vân Đồn, 120 km nordöstlich von Hai Phong und 50 km nordöstlich von Hạ Long-Stadt. Er soll der touristischen Erschließung der Insel Van Don und des UNESCO-Weltnaturerbes Halong-Bucht dienen. Die Baukosten betrugen etwa 323 Mio. US$ (ca. 7,46 Mrd. VND).
Die Kapazität des Flughafens beträgt 2,5 Mio. Passagiere.

## Bau
Der Bau sollte zunächst unter koreanischer Beteiligung erfolgen. Im März 2015 wurde die einheimische Sun Group mit dem Bau beauftragt, die im April 2015 mit dem Bau beginnen sollte. Der Flughafen wurde im Dezember 2018 eröffnet.

## Van Don Economic Zone
Der Flughafen ist Teil der Van Don Economic Zone, einer besonderen Wirtschaftszone, in welcher der Tourismus u. a. mit einem Spielcasino entwickelt werden soll. Auch in diesem Bereich wird die Sun Group investieren, die bereits im Raum Danang mit touristischen Projekten vertreten ist. Das Gebiet zählt zu den 15 „Coastal Economic Zones“, die jeweils mehr als 10.000 ha groß sind und für Investoren eine besonders hohe Förderung in Form von Steuererleichterungen und Befreiungen von Einfuhrabgaben bieten.